# Sphagnum novocaledoniae
Espèce
Statut de conservation UICN

 VU D2 : Vulnérable
Sphagnum novocaledoniae est une espèce de mousses du genre Sphagnum de la famille des Sphagnaceae.